# Diocesi di Catabo Castra
La diocesi di Catabo Castra (in latino Dioecesis Catabitana) è una sede soppressa e sede titolare della Chiesa cattolica.

## Storia
Catabo Castra, forse identificabile con Djidioua (Saint-Aimé in epoca coloniale) nell'odierna Algeria, è un'antica sede episcopale della provincia romana della Mauritania Cesariense.
Unico vescovo conosciuto di questa diocesi africana è Patera, il cui nome appare al 97º posto nella lista dei vescovi della Mauritania Cesariense convocati a Cartagine dal re vandalo Unerico nel 484; Patera, come tutti gli altri vescovi cattolici africani, fu condannato all'esilio.
Dal 1933 Catabo Castra è annoverata tra le sedi vescovili titolari della Chiesa cattolica; dal 24 dicembre 2009 il vescovo titolare è Olivier Michel Marie Schmitthaeusler, vicario apostolico di Phnom-Penh.

## Cronotassi

### Vescovi residenti
- Patera † (menzionato nel 484)

### Vescovi titolari
- Urbain Etienne Morlion, M.Afr. † (29 settembre 1966 - 29 gennaio 1971 dimesso)
- Gabriel Lee Gab-sou † (25 luglio 1971 - 5 giugno 1975 nominato vescovo di Busan)
- Simon Michael Fung Kui Heong † (29 agosto 1975 - 31 maggio 1976 nominato vescovo di Kota Kinabalu)
- Michael Nnachi Okoro (27 giugno 1977 - 19 febbraio 1983 nominato vescovo di Abakaliki)
- František Václav Lobkowicz, O.Praem. † (17 marzo 1990 - 30 maggio 1996 nominato vescovo di Ostrava-Opava)
- Mathias Ri Iong-hoon (Lee Yong-Hoon) (19 marzo 2003 - 10 ottobre 2008 nominato vescovo coadiutore di Suwon)
- Olivier Michel Marie Schmitthaeusler, M.E.P., dal 24 dicembre 2009